# Zbigniew Seifert
Zbigniew „Zbiggy“ Seifert (* 7. Juni 1946 in Krakau; † 15. Februar 1979 in Buffalo) war ein polnischer Jazzmusiker (Geige, Altsaxophon, Komposition). Er gilt als „einer der eindrucksvollsten und kreativsten europäischen Jazzmusiker seiner Zeit.“

## Leben und Wirken
Seifert absolvierte die Staatliche Musikakademie Krakau im Fach Violine; zudem spielte er auch Altsaxophon. Während des Studiums gründete er als Saxophonist ein eigenes Jazzquartett; auch suchte er die Zusammenarbeit mit Tomasz Stańko, dessen Quartett (später Quintett) er von 1969 bis 1973 angehörte. Die Band gilt als eine der besten in der Geschichte des polnischen Jazz. Er öffnete sein Spiel nun mehr den Formen freien Improvisierens und wechselte zur Violine. 1973 zog Seifert nach Westdeutschland und nahm am New Jazz Meeting Baden-Baden teil. Dann kooperierte mit Hans Koller (Kunstkopfindianer, 1974), mit dessen Gruppe Free Sound er mehrfach auf Tournee war. Weiter arbeitete er mit Volker Kriegel (Lift, 1973), Friedrich Gulda und Jasper van’t Hof (Eyeball, 1974). Auch trat er mit Joachim Kühn auf den Berliner Jazztagen 1975 auf und spielte mit Charlie Mariano (Helen 12 Trees, 1976). 1976 nahm er gleich zwei eigene Platten auf, davon ein Solo-Album; auch trat er im Duo mit Albert Mangelsdorff bei den Donaueschinger Musiktagen auf. Ein Jahr darauf erschien die erste amerikanische LP von ihm. In Polen wurde erst 1978 eine erste Platte aufgenommen. Etwa gleichzeitig veröffentlichte er mit Passion ein weiteres Album. Zuletzt arbeitete er mit der Band Oregon, mit der deren hochgelobtes Album Violin (1978) entstand. Seifert schrieb auch ein Jazzkonzert für Violine, Rhythmusgruppe und Sinfonieorchester. Eine Krebserkrankung führte zu seinem frühen Tod Anfang 1979.
Seiferts expressiver Stil und seine Phrasierung auf der Geige entwickelte musikalische Vorstellungen von John Coltrane weiter. Es gab „einen kammermusikalischen Zbigniew und einen Trane-artigen“ meinte Joachim Ernst Berendt und zitiert ihn selbst: „Was ich auf der Violine spiele, höre ich in den Vorstellungen des Saxophons. Ich bewundere Coltrane, und ich versuche zu spielen, wie er spielen würde, wenn er Violine gespielt hätte.“  Er beeinflusste andere Violinisten wie Jean-Luc Ponty, Krzesimir Dębski und Didier Lockwood, der sagte: „Kein anderer Geiger hat mich stärker bewegt und beeinflußt als Zbigniew Seifert.“ Auf den Berliner Jazztagen 1976 soll McCoy Tyner gesagt haben, einen solchen Geiger hätte er nie zuvor gehört.

## Diskographische Hinweise
- Tomasz Stańko Quintet: Purple Sun (Calig, 1973), mit Tomasz Stańko, Janusz Muniak, Hans Hartmann, Janusz Stefański
- Hans Koller Free Sound feat. Wolfgang Dauner: Kunstkopfindianer (MPS, 1974), mit Adelhard Roidinger, Janusz Stefański
- Solo Violin (EMI, 1976)
- Man of the Light (MPS, 1976, mit Joachim Kühn bzw. Jasper van’t Hof, Cecil McBee, Billy Hart)
- Zbigniew Seifert (Capitol, 1977, mit Rob Franken, Hubert Eaves, Stefan Diez, John Lee, Gerry Brown, Mtume, Chris Hinze u. a.)
- Kilimanjaro (PSJ, 1978, mit Jarosław Śmietana, Zbigniew Wegehaupt, Mieczysław Górka)
- Passion (Capitol, 1978, mit John Scofield, Richie Beirach, Eddie Gomez, Jack DeJohnette, Naná Vasconcelos)
- We’ll Remember Zbiggy (Mood, 1979, mit Koller, Dauner, Kühn, Beirach, Urszula Dudziak, Albert Mangelsdorff, Jan Hammer u. a.)
- Live Recordings 1973 & 1976 (SWR/Jazzhaus Records 2021, mit Dave MacRae, Jasper van’t Hof, Philip Catherine, Peter Trunk, John Marshall, rec. 1973 bzw. Albert Mangelsdorff, rec. 1976)
- Tomasz Stańko Quintet: Wooden Music I (Astigmatic Records, 2022), mit Tomasz Stańko, Janusz Muniak, Bronisław Suchanek, Janusz Stefański